# Fred Hansen
Frederick Morgan „Fred” Hansen (ur. 29 grudnia 1940 w Cuero, w Teksasie) – amerykański lekkoatleta skoczek o tyczce, mistrz olimpijski z Tokio z 1964.
Hansen wspólnie z 3 innymi zawodnikami zdobył akademickie mistrzostwo Stanów Zjednoczonych (NCAA) w 1962. W 1963 jego rekord życiowy wynosił 4,90 m. Za to Hansen miał niezwykle udany sezon 1964. 5 czerwca tego roku w Houston wyrównał rekord świata wynikiem 5,20 m, 13 czerwca poprawił go w San Diego na 5,23 m, a 23 lipca w Los Angeles na 5,28 m. Zdobył mistrzostwo Stanów Zjednoczonych (AAU).
Na igrzyskach olimpijskich w 1964 w Tokio był faworytem. Konkurs miał dramatyczny przebieg. Wysokość 5,00 m zaliczyło czterech zawodników. Hansem opuścił następną wysokość 5,05 m, którą zaliczył tylko Niemiec Wolfgang Reinhardt. Dwie pierwsze próby Hansena na 5,10 m były nieudane, jednak w trzeciej udało mu się pokonać tę wysokość, co zapewniło mu złoty medal.
Wkrótce po igrzyskach olimpijskich Hansen zakończył wyczynowe uprawianie lekkoatletyki. Był dentystą w Houston. Jest absolwentem Rice University z 1963.